# Melanichneumon pluto
Melanichneumon pluto là một loài tò vò trong họ Ichneumonidae.